# Robecchetto con Induno
Robecchetto con Induno là một đô thị ở tỉnh Milano, vùng Lombardia của Italia, khoảng30 km west of Milano. Tại thời điểm ngày 31 tháng 12 năm 2004, đô thị này có dân số 4.679 và diện tích là 13,9 km².
Robecchetto con Induno giáp các đô thị: Castano Primo, Turbigo, Cuggiono, Galliate.